# Genea tenera
Genea tenera är en tvåvingeart som först beskrevs av Christian Rudolph Wilhelm Wiedemann 1830.  Genea tenera ingår i släktet Genea och familjen parasitflugor. Inga underarter finns listade i Catalogue of Life.